# Badea Bălăceanu
Badea Bălăceanu (poreclit Ușurelul; n. ? - d. 1687) a fost un boier român din familia Bălăceanu, care a avut conform istoricului Nicolae Stoicescu una dintre cele mai interesante și lungi cariere politice din a doua jumătate a secolului al XVII-lea.

## Biografie
Badea Bălăceanu era fiul lui Barbu din Balaci și al Simei de Balaci.
A fost căsătorit cu Maria (născută probabil Cocorăscu). Prin căsătoria fiului lor Constantin Bălăceanu cu Maria, o fiică a lui Șerban Cantacuzino, Badea Bălăceanu s-a încuscrit cu domnul Țării Românești. În 1653 era postelnic, în același an fiind trimis de domnul Matei Basarab la Gheorghe Rákóczi al II-lea pentru a solicita ajutor împotriva domnului moldovean Vasile Lupu.
A fost vătaf de aprozi între 1654-1657. Badea Bălăceanu a fost trimis de către Constantin Șerban la Iași, pentru a-i scăpa de la moarte pe boierii Toma Cantacuzino și Iordache Cantacuzino, care fuseseră arestați de domnul Gheorghe Ștefan. În 1660, Bălăceanu a mers în Moldova, unde a comandat straja trimisă împotriva lui Gheorghe Ghica.
Sunt documentate următoarele dregătorii: vătaf (1661-1663), mare postelnic (în 1664), agă (în 1665), mare sluger (în 1666), mare serdar (1667-1668). În 1669, a fost închis de domnul Antonie din Popești și de boierii Cantacuzini, care intenționau să-i taie capul, însă a fost iertat.
În 1683, Bălăceanu a mers împreună cu Grigore Ghica la Hotin, unde i-a pârât pe boieri fiindcă ar fi pactizat cu polonezii. Mai sunt atestate și dregătoriile de ispravnic al scaunului București,  mare vornic (1678-1687). În 1678, după numirea lui Șerban Cantacuzino și până la venirea sa în București a fost locțiitor (ispravnic-caimacan) al acestuia, îndeplinind apoi în cursul domniei de mai multe ori această funcție (ispravnic al scaunului domnesc) în absența domnului.
Badea Bălăceanu a murit înainte de 14 august 1687, fiind înmormântat în Mitropolia din București. 

## Ctitorii
- Biserica Sf. Dimitrie din București (din lemn, refăcută ulterior din piatră)
- Biserica din Balaci
- Schitul Gîlmeie.[1]